# Jean Antoine Leclerc de Lannoy
Pour les articles homonymes, voir Jean Leclerc, Leclerc et Lannoy (homonymie).
Jean Antoine Leclercq de Lannoy est un homme politique français né à Moyenneville (Vermandois) le 28 mars 1728, mort à Nesle (Somme) le 19 juillet 1812
Il est laboureur et propriétaire de la seigneurie de Lannoy à Ercheu, qu'il a acquis en 1777 pour 63 000 livres, bailliage de Chauny. Avant la Révolution, il est Commissaire des guerres. Il est élu, le 23 mars 1789, député du tiers état aux États généraux par le bailliage de Vermandois. Il se ralie silencieusement à la majorité de l'Assemblée.

## Sources
- « Leclerc de Lannoy (Jean-Antoine) », dans Adolphe Robert et Gaston Cougny, Dictionnaire des parlementaires français, Edgar Bourloton, 1889-1891 [détail de l’édition] [texte sur Sycomore]